# Дир, Брайан
Брайан Чарльз Дир (англ. Brian Charles Dear; род. 18 сентября 1943, Лондон) — английский футболист, нападающий.

## Карьера
Во взрослом футболе дебютировал в 1962 году в клубе «Вест Хэм Юнайтед», за молодёжную команду которого выступал ранее. Его первый выход на поле состоялся 29 августа того же года в матче против клуба «Вулверхэмптон Уондерерс». В сезоне 1963/64 клубу удалось завоевать Кубок Англии. Кроме того, Дир был членом команды, которая в 1965 году смогла победить в финале Кубка обладателей кубков УЕФА.
В 1967 году он непродолжительное время выступал за «Брайтон энд Хоув Альбион» на правах аренды. В 1969 году на один сезон перешёл в «Фулхэм», после чего выступал за другой английский клуб «Миллуолл».
В 1970 году Дир вернулся в «Вест Хэм Юнайтед». Свою последнюю игру за клуб он провёл 19 декабря 1970 года под в матче против «Челси». Завершил карьеру футболиста в 1970 году.

## Личная жизнь
После завершения футбольной карьеры несколько лет проработал барменом, а затем работал менеджером по организации питания в клубе «Саутенд Юнайтед».

## Достижения
«Вест Хэм Юнайтед»
- Обладатель Кубка Англии: 1963/64
- Обладатель Кубка обладателей кубков УЕФА: 1964/65[4]